# Revista da Academia Piauiense de Letras
Revista da Academia Piauiense de Letra é uma revista literária piauiense editada pela Academia Piauiense de Letras.

## História
É a mais antiga publicação literária piauiense em atividade, tendo circulado o primeiro número em 1918. E com alguns interregnos, vem sendo editada até à atualidade. 
A história dessa revista, conforme lembra o presidente Reginaldo Miranda da Silva, retrata a trajetória quase secular da Academia Piauiense de Letras, dizendo de seus momentos de maior culminância, bem como daqueles em que sofreu na planície das necessidades mais comezinhas

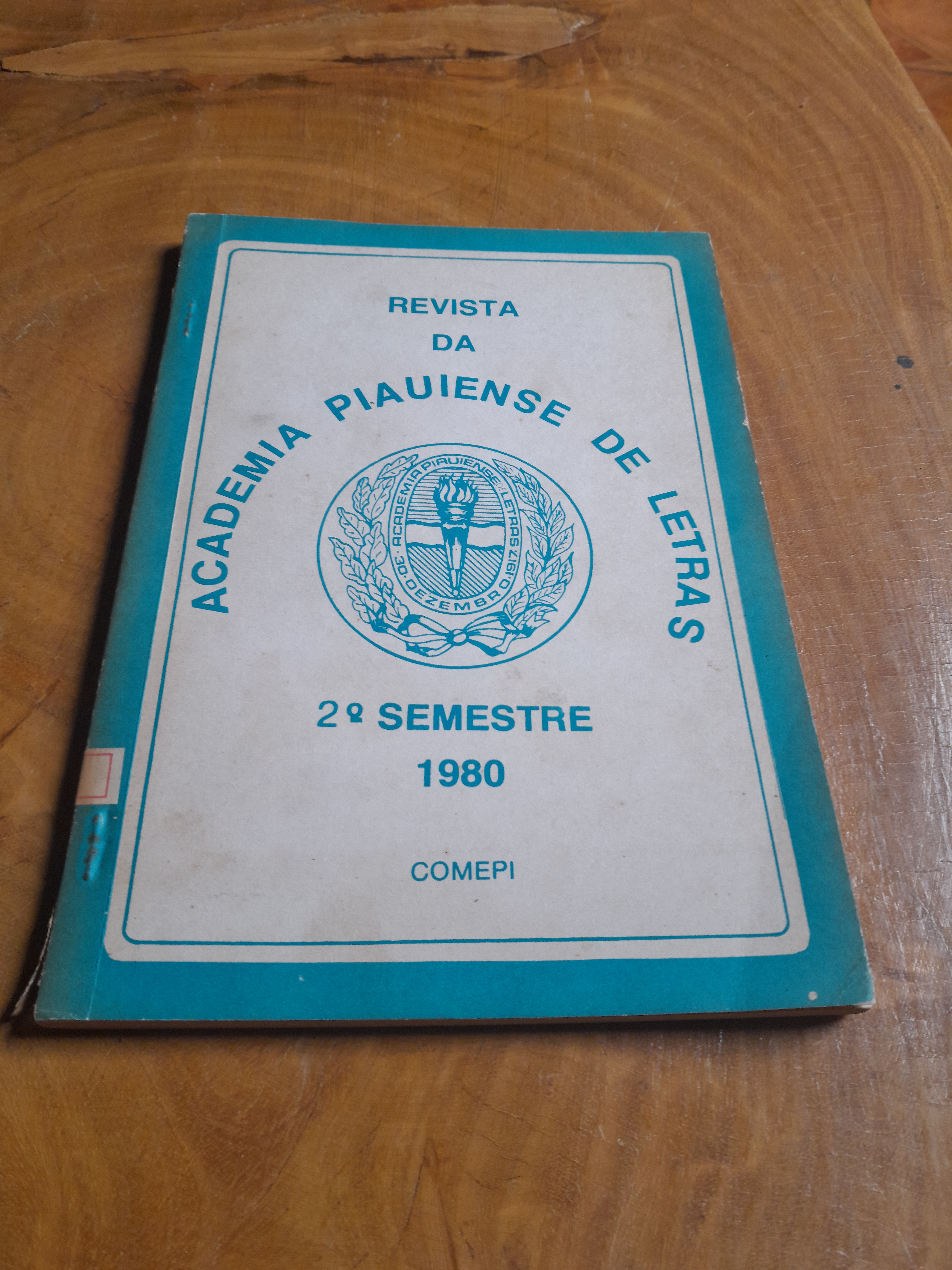
Edição de 1980 pela Companhia Editora do Piauí.

Fundada a Academia em 30 de dezembro de 1917, com inauguração oficial em 24 de janeiro seguinte, foi logo divulgada a revista, cuja primeira edição foi lançada em junho de 1918. Naquela primeira edição disse o secretário-geral João Pinheiro dos objetivos da revista: Apesar de todas as dificuldades, sobretudo de caráter econômico, empreendemos esta publicação, destinada principalmente, a difundir o gosto das boas letras e dos estudos de história e de geografia do Piauí, de que tanto carecemos.(...). A fundação da Academia de Letras e a publicação desta Revista visam chamar a atenção dos entendidos para o estudo de quanto nos possa interessar, de seus homens, de suas cousas, tanto quanto estiver ao alcance das nossas forças!
E desde então, desse objetivo nunca se afastou a instituição.
Com exceção  do ano de 1920, a revista teve publicação regular até o ano de 1929, publicando edições dobradas nos anos de 1923, 1924 e 1927. Depois de seis anos sem circular, volta à estampa em 1936 com a edição n.º 15, seguindo regularmente até o ano de 1939, com uma edição anual. Nos anos de 1942 e 1943 são lançadas as edições n.º 19 e 20, respectivamente. A 21.ª edição só sai em 1962.
Felizmente, a partir de 1972, com a assunção do acadêmico José de Arimathéa Tito Filho à presidência da APL, a revista teve publicação regular.
Na gestão de Reginaldo Miranda da Silva, como presidente da Academia Piauiense de Letras, deu prioridade à publicação da tradicional revista literária piauiense, já tendo publicado sete edições nos últimos três anos.
A Revista da Academia Piauiense de Letras é o principal veículo da cultura piauiense e ao longo de sua trajetória contou e ainda conta com a colaboração dos principais homens e mulheres de cultura do Piauí e do Brasil.